# Episodi di Hawaii Squadra Cinque Zero (ottava stagione)
L'ottava stagione della serie televisiva Hawaii Squadra Cinque Zero venne trasmessa in prima visione negli Stati Uniti da CBS dal 12 settembre 1975 al 4 marzo 1976.
| nº | Titolo originale                   | Titolo italiano              | Prima TV USA      | Prima TV Italia |
| -- | ---------------------------------- | ---------------------------- | ----------------- | --------------- |
| 1  | Murder: Eyes Only                  | La talpa                     | 12 settembre 1975 |                 |
| 2  | McGarrett Is Missing               | McGarrett è disperso         | 19 settembre 1975 |                 |
| 3  | Termination with Extreme Prejudice | Gioco di spie                | 26 settembre 1975 |                 |
| 4  | Target? the Lady                   | Obiettivo Susan              | 3 ottobre 1975    |                 |
| 5  | Death's Name Is Sam                | La morte si chiama Sam       | 10 ottobre 1975   |                 |
| 6  | The Case Against McGarrett         | Processo a McGarrett         | 17 ottobre 1975   |                 |
| 7  | The Defector                       | Il rifugiato                 | 24 ottobre 1975   |                 |
| 8  | Sing a Song of Suspense            | Una canzone da brivido       | 31 ottobre 1975   |                 |
| 9  | Retire in Sunny Hawaii... Forever  | Un caso per zia Clara        | 7 novembre 1975   |                 |
| 10 | How to Steal a Submarine           | Come rubare un sottomarino   | 14 novembre 1975  |                 |
| 11 | The Waterfront Steal               | Rapina al porto              | 21 novembre 1975  |                 |
| 12 | Honor Is an Unmarked Grave         | L'onore si paga col silenzio | 28 novembre 1975  |                 |
| 13 | A Touch of Guilt                   | Il tocco della colpa         | 4 dicembre 1975   |                 |
| 14 | Wooden Model of a Rat              | Un topo in trappola          | 11 dicembre 1975  |                 |
| 15 | Deadly Persuasion                  | Persuasione mortale          | 18 dicembre 1975  |                 |
| 16 | Legacy of Terror                   | L'eredità                    | 1º gennaio 1976   |                 |
| 17 | Loose Ends Get Hit                 | Un testimone scomodo         | 8 gennaio 1976    |                 |
| 18 | Anatomy of a Bribe                 | Anatomia di un'estorsione    | 15 gennaio 1976   |                 |
| 19 | Turkey Shoot at Makapuu            | Caccia al testimone          | 29 gennaio 1976   |                 |
| 20 | A Killer Grows Wings               | Il killer volante            | 5 febbraio 1976   |                 |
| 21 | The Capsule Kidnapping             | Terrore sotto il mare        | 12 febbraio 1976  |                 |
| 22 | Love Thy Neighbor... Take His Wife | Il sequestro                 | 26 febbraio 1976  |                 |
| 23 | A Sentence to Steal                | Una sentenza da rubare       | 4 marzo 1976      |                 |